# Sem Benelli

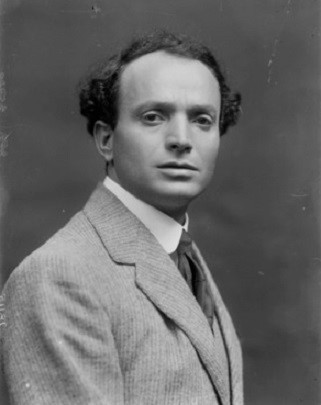

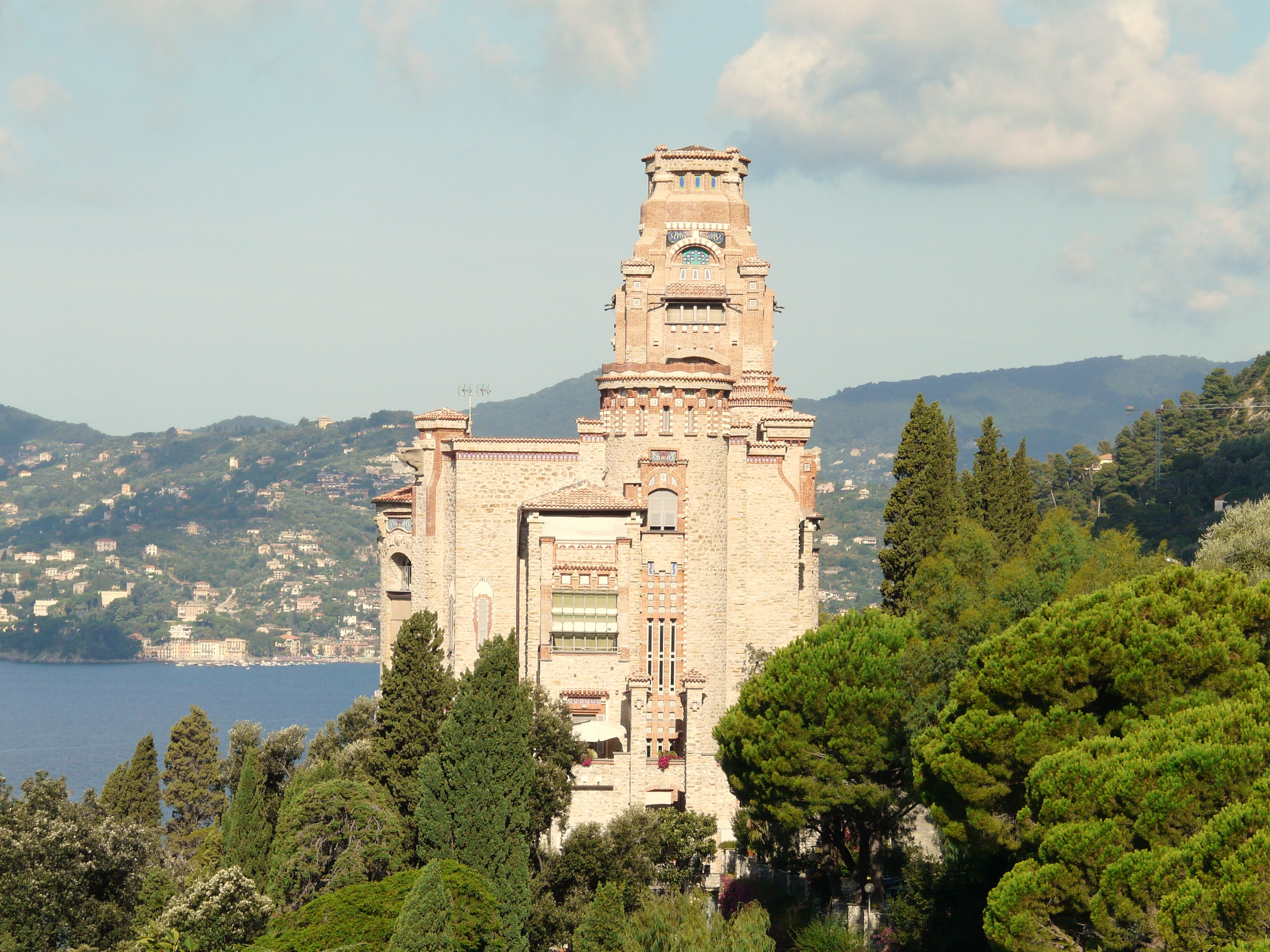
El castillo Sem Benelli.

Sem Benelli (10 de agosto de 1877, Prato - 18 de diciembre de 1949, Zoagli) notable figura del Novecento, fue un dramaturgo, poeta y escritor del simbolismo italiano, guionista de cine y autor de libretos de ópera. Fue el cofundador de la revista Poesía en Milán en 1905 junto a Filippo Tommaso Marinetti, iniciador del Futurismo.
A menudo comparado con Gabriele D'Annunzio, se lo conoce preferentemente por su obra maestra La cena delle beffe (La cena de las burlas), tragedia ambientada en Florencia durante la época de Lorenzo el Magnífico que conociera el éxito en el Teatro Argentina de Roma, París (por Sarah Bernhardt) y Broadway (con John Barrymore) posteriormente llevada al género lírico por Umberto Giordano (la ópera homónima estrenada por Arturo Toscanini en La Scala en 1924) y luego al cine por Alessandro Blasetti com Amedeo Nazzari y Clara Calamai en 1941.
Escribió los libretos de óperas de Italo Montemezzi ( L'amore dei tre re, La Gorgona, Il mantellaccio e Rosmonda) y de un poema sinfónico dedicado a Verdi compuesto por Francisco Cilea.
Inicialmente simpatizante del régimen fascista, tras el secuestro y asesinato de Giacomo Matteotti fundó una organización antifascista, la Liga Italica, que fue clausurada por el gobierno.
En 1945 fue uno de los fundadores del sindicato de autores dramáticos italianos.
En 1914 se hizo construir un castillo frente al mar de Liguria en la localidad de Zoagli, en la riviera italiana, nombrando al golfo de La Spezia como el golfo de los poetas.